# Jan Baptist Weenix
Jan Baptist Weenix (1621–1660?) byl malířem nizozemského zlatého věku. Přes svou relativně krátkou kariéru to byl velmi produktivní a všestranný malíř. Jeho oblíbenými tématy byla italská krajina s velkými postavami mezi ruinami, výhledy na moře a později velké kompozice s mrtvými zvířaty. Svými obrazy střední velikosti se skupinou postav v popředí se zasloužil o oblíbenost italských přístavních scén v nizozemském umění.

## Životopis
Jan Baptist Weenix se narodil poblíž amsterdamského přístavu. Jeho otec byl architekt. Bohužel Jan nebyl schopen dobře mluvit, zřejmě ze zdravotních důvodů. Protože velmi rád četl, jeho matka ho mu zařídila práci u knihkupce. Ten s jeho prací nebyl spokojen. Podle jeho syna Jana Weenixe, který o tom vyprávěl Arnoldu Houbrakenovi, otec kreslil kdykoli mohl a práci se příliš nevěnoval. Opustil své zaměstnání a začal studovat u Jana Mickera, švagra jeho nejstarší sestry Lysbeth. Poté studoval v Utrechtu u Abrahama Bloemaerta. Později se vrátil do Amsterdamu a učil se u Claese Cornelisze. Moeyaerta. V roce 1639 se oženil s Josijntje d'Hondecoeter. V roce 1643 Weenix cestoval do Říma s Nicolaesem Pieterszoonem Berchem, dalším žákem Moeyaertovým. Svůj domov opustil tajně, ale jeho žena, dcera Gillise d'Hondecoetera ho hledala a našla v Rotterdamu. Poté, co ho vypátrala, dovolila mu zůstat zde čtyři měsíce. Poté pracoval v Římě, kde se stal členem sdružení umělců Bentvueghels. Jako každý i on zde dostal přezdívku, která jej charakterizovala. Weenix dostal přezdívku „Ratel“ (Chrastítko, pro jeho hlasovou vadu) a stal se velice oblíbeným. Dostával zakázky od papeže Innocence X. Do Amsterdamu se vrátil po čtyřech letech, jeho žena totiž odmítla přijet za ním do Říma. V roce 1649 se stal mistrem v cechu Sv. Lukáše v Utrechtu a namaloval portrét Reného Descartese. Když zemřel jeho švagr Gijsbert d'Hondecoeter, učil svého synovce Melchiora d'Hondecoetera spolu se svým vlastním synem Janem Weenixem. V roce 1656 se Weenix přestěhoval na hrad Ter Mey ve Vleutenu u Utrechtu. Důvodem byly buď jeho zdravotní problémy nebo hledal klid a soustředění na práci. Tady pravděpodobně zemřel za nepříliš šťastných okolností. Dne 25. dubna 1659 byl jeho majetek vydražen, možná spíše kvůli insolvenci než kvůli jeho smrti.
Namaloval několik náboženských scén, mezi vzácné obrazy s tímto námětem patří Jákob a Ezau (Galerie starých mistrů, Drážďany). V Národní galerii v Londýně je jeho obraz Lovecká scéna a Glasgow vlastní pro něho charakteristický obraz ruin. Weenix je zastoupen ve většině důležitých kontinentálních galerií, zejména v Mnichově, Vídni, Berlíně, Amsterdamu a Petrohradu.

## Veřejné sbírky
Mezi veřejné instituce vlastnící díla Jana Baptisty Weenixe patří:
- Museum de Fundatie, Zwolle, Holandsko
- Teylers Museum, Haarlem, Holandsko
- Museum Boijmans Van Beuningen, Rotterdam, Holandsko
- Philadelphia Museum of Art, Filadelfie, Pensylvánie, USA
- Wallace Collection, Londýn, Anglie

## Galerie

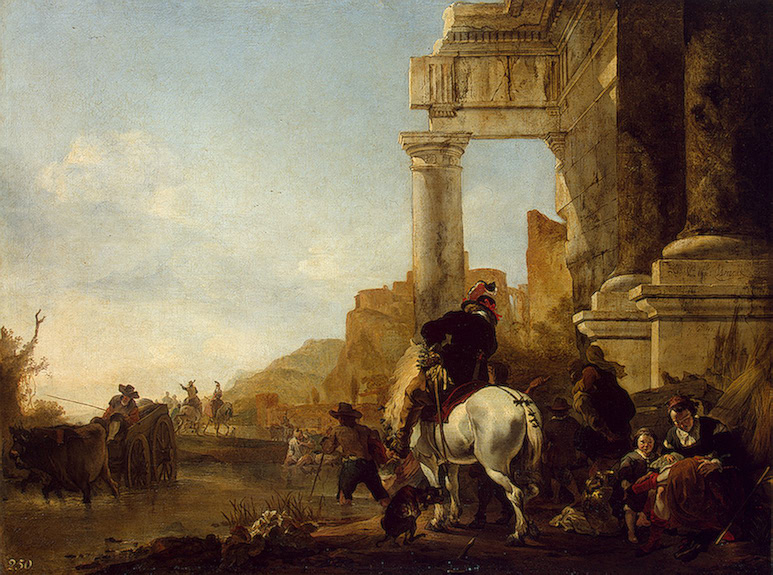
La Traversée du fleuve, 1647, Ermitáž, Petrohrad
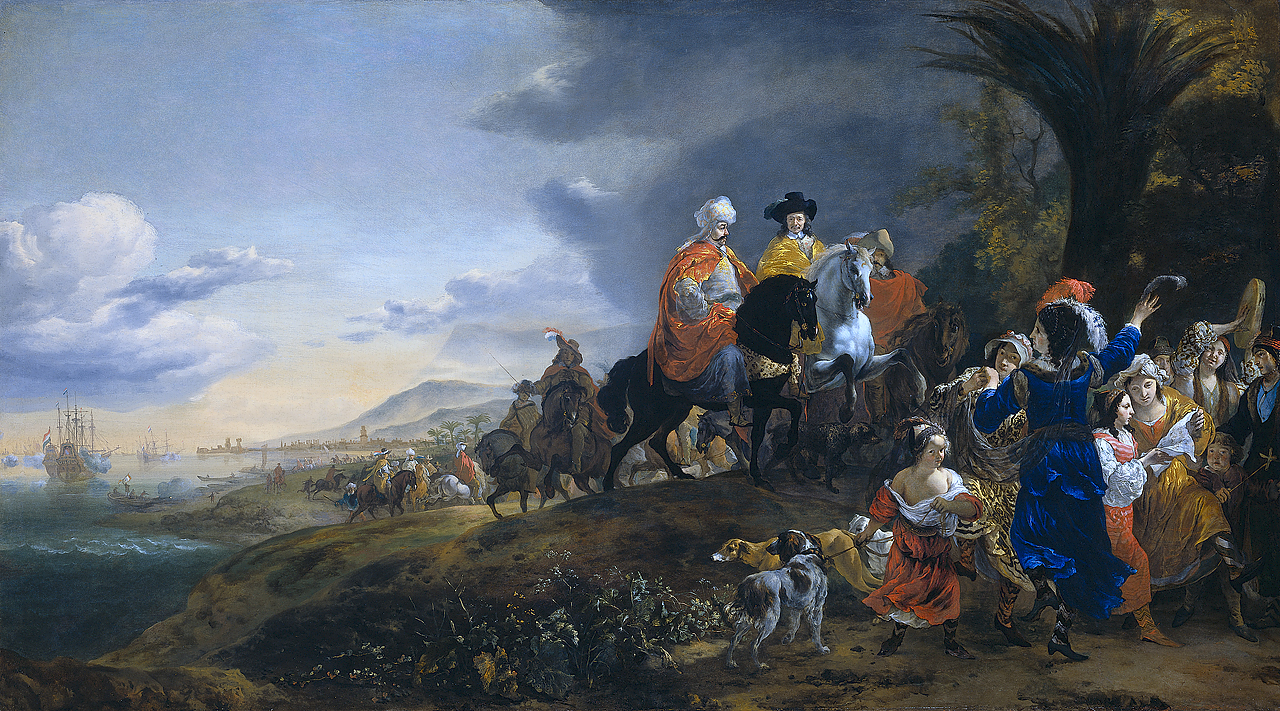
Johan Van Twist (zemřel 1643), 1650, Rijksmuseum, Amsterdam
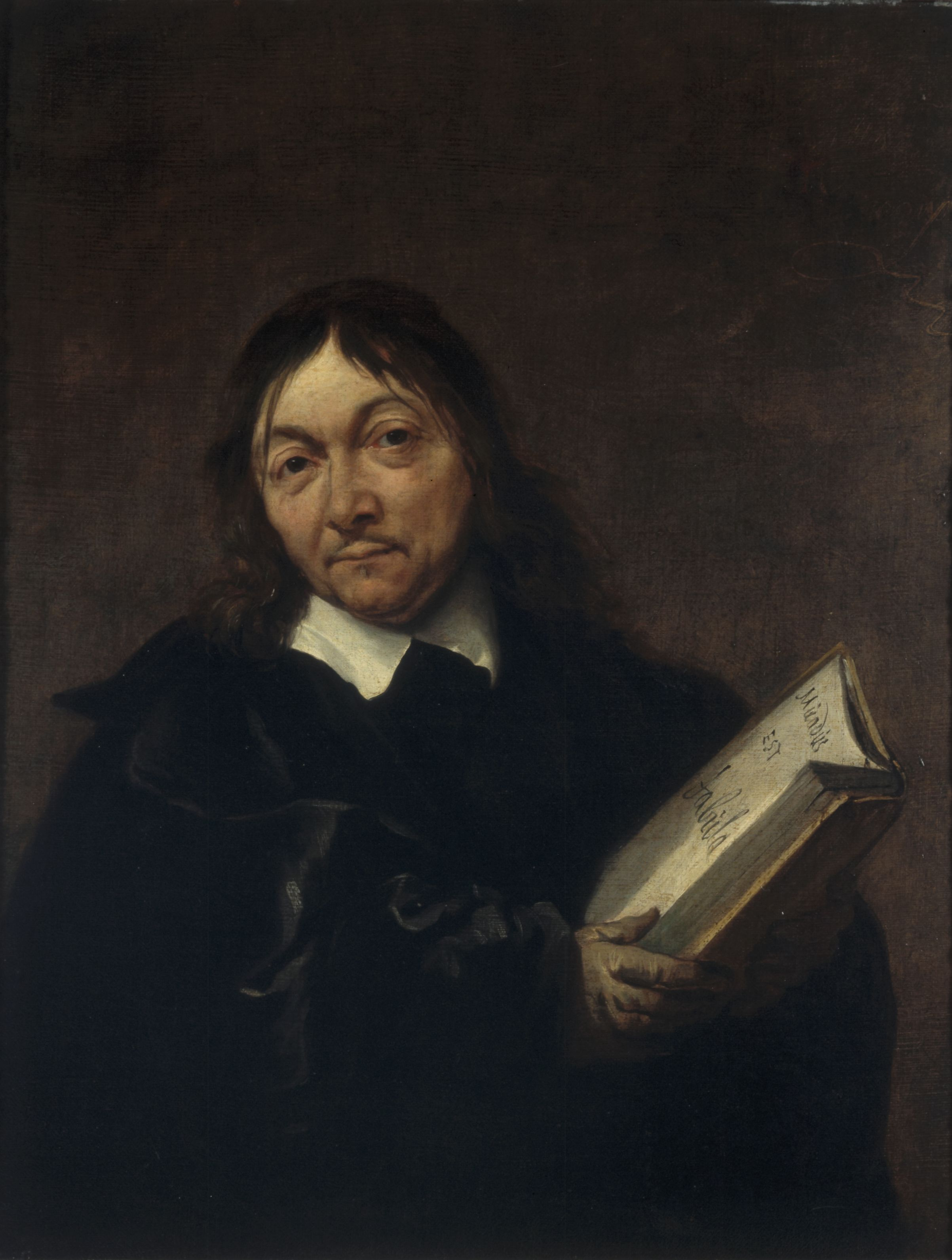
Portrét Reného Descartese, 1648, Centraal Museum, Utrecht
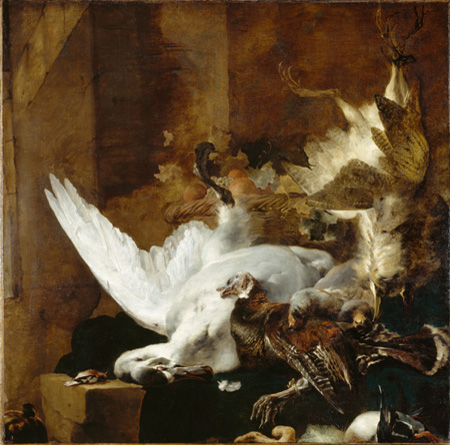
Nature morte avec un cygne mort, 1651, Detroit Institute of Arts
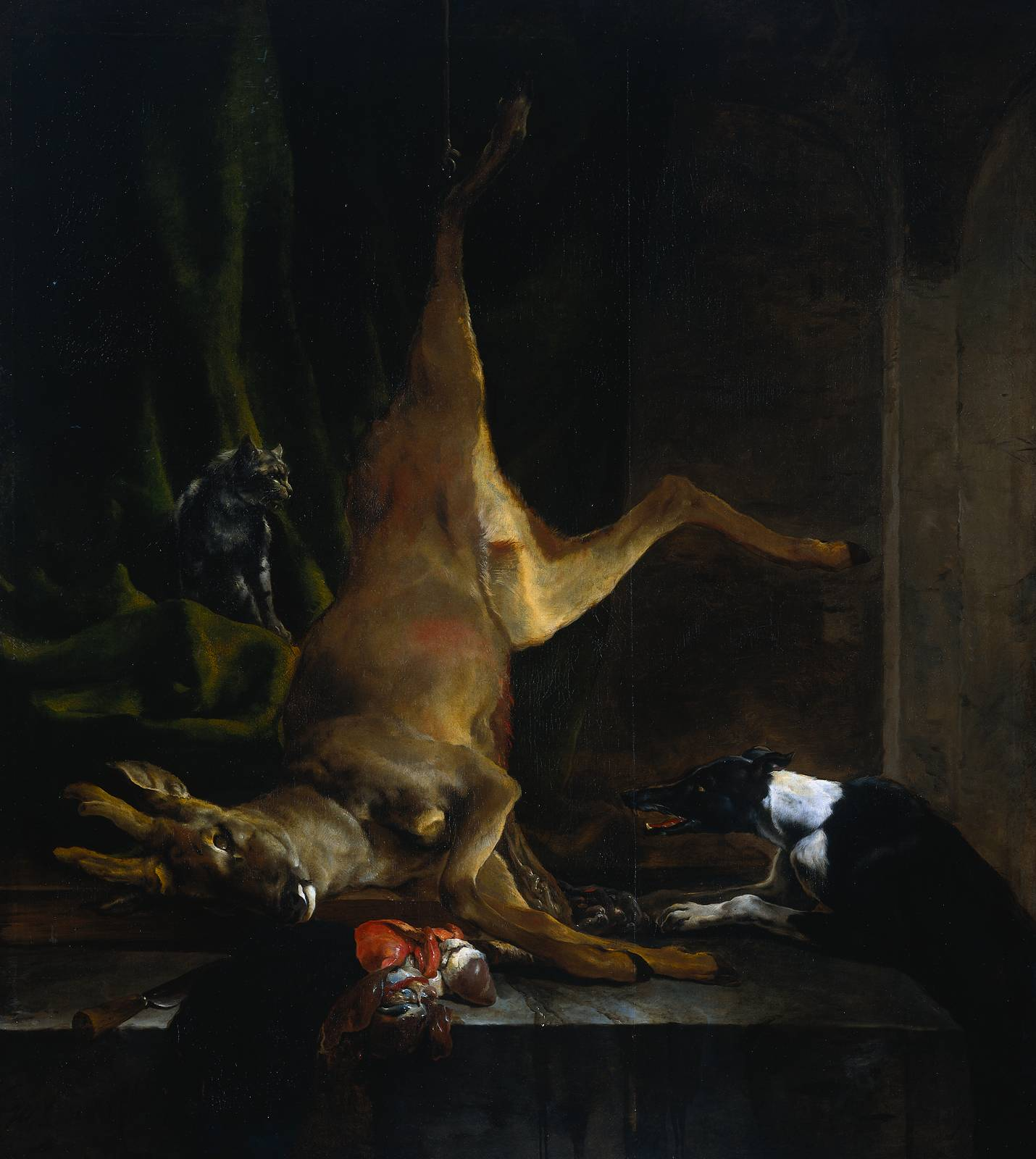
Chien et chat près d’un cerf, Rijksmuseum, Amsterdam

### Poznámka
1. ↑  Gillis Claesz. de Hondecoeter nebo d'Hondecoeter (kolem 1575–1580 – pohřben 17. října 1638) byl holandský malíř, který pracoval ve vlámském stylu. Maloval krajiny, stromy, zvířata a ptáky. Později d'Hondecoeter maloval více holandským realistickým stylem. Gillis byl otcem Gijsberta d'Hondecoetera a dědečkem úspěšnějšího Melchiora d'Hondecoetera a Jana Weenixe. Jeho dcera Josijntje byla manželkou Jana Baptista Weenixe. V tomto článku byl použit překlad textu z článku Gillis d'Hondecoeter na anglické Wikipedii.